# Stazione di Kōnan-Yamate
La stazione di Kōnan-Yamate (甲南山手駅?, Kōnan-Yamate-eki) è una stazione ferroviaria di Kōbe, nella prefettura di Hyōgo, situata nel quartiere di Higashinada-ku. Si trova sulla linea JR Kōbe, sezione della linea principale Tōkaidō.

## Linee
- JR West
  - ■ Linea JR Kōbe (Linea principale Tōkaidō)

## Caratteristiche
La stazione è dotata di 2 binari su viadotto con due binari per il servizio viaggiatori. Ai margini dei binari sono presenti quelli per i servizi rapidi e rapidi speciali, che non fermano presso la stazione.
| 1 | ■ Linea JR Kōbe |  | per Amagasaki, Osaka e Kyoto |
| 2 | ■ Linea JR Kōbe |  | per Sannomiya e Himeji       |

## Stazioni adiacenti
| «                                    | Servizio      | »               |
| Linea JR Kōbe                        | Linea JR Kōbe | Linea JR Kōbe   |
| ------------------------------------ | ------------- | --------------- |
| Ashiya                               | Locale        | Settsu-Motoyama |
| I Rapidi e i R. Speciali non fermano |               |                 |